# JR北海道キハ281系気動車
キハ281系気動車（キハ281けいきどうしゃ）は、北海道旅客鉄道（JR北海道）の特急形気動車である。1992年（平成4年）から導入され、1994年（平成6年）から2022年（令和4年）まで営業運行されていた。

## 概要

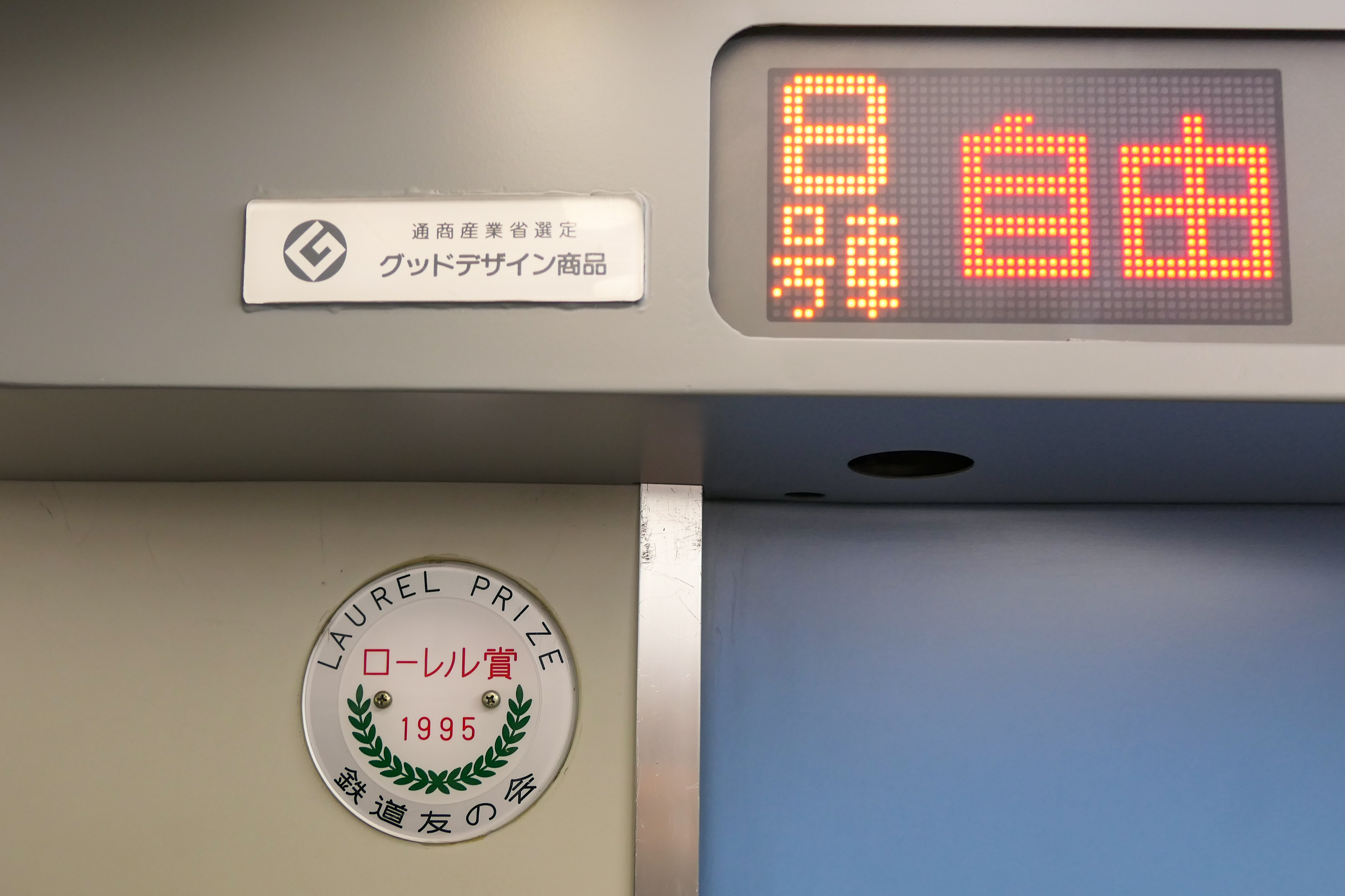
キハ281-901の車内に掲出されたグッドデザイン賞とローレル賞の受賞プレート

1991年（平成3年）から着手された函館 - 札幌間の高速化事業にあわせてJR北海道が開発した特急形振子式気動車である。先行して四国旅客鉄道（JR四国）が1989年（平成元年）から導入していた2000系気動車の仕様を基に設計され、試作車として1992年1月に先頭車2両、同年10月に中間車1両が製造され長期試験に供された。1993年（平成5年）から富士重工業と日本車輌製造で量産に移行し、1994年3月1日のダイヤ改正から特急「スーパー北斗」として営業運転を開始した。
日本国内の在来線気動車において、最高速度130km/hでの営業運転を初めて行った系列である。曲線通過速度は本則 + 30km/hで、函館 - 札幌間の最短所要時間は従来の183系気動車による特急「北斗」の3時間29分から2時間59分へと大幅に短縮された。最速達列車の表定速度は日本の在来線列車で最も高い。
なお、その後のJR北海道における振り子式気動車の増備は、改良型である283系気動車に移行したため、本系列の製造は27両で終了した。
1994年に通商産業省グッドデザイン商品（現・日本デザイン振興会グッドデザイン賞）選定、1995年（平成7年）に鉄道友の会ローレル賞を受賞した。
2022年9月30日の下り19D札幌到着をもって特急北斗の定期運用を終了し、同年10月22日・10月23日に運行される臨時列車「スーパー北斗」の運転をもって引退した。

## 構造

### 車体
JR四国2000系気動車の構造を踏襲した軽量ステンレス製で、前頭部のみ普通鋼製。客用扉は気密性の高いプラグドアとされている。外部配色は前頭部と客用扉周囲は噴火湾をイメージしたコバルトブルー ■、ステンレス地の無塗装部分との境界をコーポレートカラーの萌黄色（ライトグリーン）■とし、側窓周囲は窓柱を黒くした連続窓風のデザインとなっている。
前頭部は高運転台構造で、波動輸送対応で増結しやすいよう貫通路付とされたが、581系電車以来の中央通路ではなく、出入り台（デッキ）の1位（前位右側）側から、中央に寄せられて壁で完全に隔離された運転台の脇をぐるりと迂回して貫通扉に至る構造となった。これにより運転台の居住性を損なうことなく車体上部を大きく絞り込むことができ、車体傾斜時の建築限界との余裕を保つことができる。
外観と内装のデザインは社員の佐藤巌が担当。
高運転台は重心位置の点で振子車両には不向きとされるが、エゾシカなどの大型動物との衝突事故が多い北海道では見通しの向上とそれら大型動物との衝突事故や踏切事故時の運転士保護のため採用したもので、JR北海道が本系列以降に開発した特急形車両は、全てこの前頭形状を採用している。先頭車の出入台は前頭部貫通路に接続しており、貫通扉には作業時の前方監視用にワイパー付の扉窓を設けている。かつては貫通路と出入台との間は開放されており、乗客が前面展望を楽しむことも可能であった。運転台には721系電車・785系電車と同様、左手操作式のワンハンドルマスコンとモニタ装置を装備する。
前頭部側面には車両形式名と振子機能をイメージした「FURICO 281」のロゴマークとリサジュー図形が配されている。なお、前頭部側面のロゴマークは、以下の変更を経ている。
- HEAT 281 - Hokkaido Experimental Advanced Train[1]
1992年 - 1994年。試作車落成時から営業運転開始まで。
2022年8月30日から同年10月23日まで、キハ281-901がこの塗装に変更されている[JR北 3][記事 4]。
- HEAT 281 - Hokkaido Express Advanced Train
1994年 - 2002年。営業運転開始時にロゴデザインとともに変更された。
- FURICO 281
2002年 - 引退まで。789系電車の投入を機に、キハ283系気動車と共通のデザインとなった。

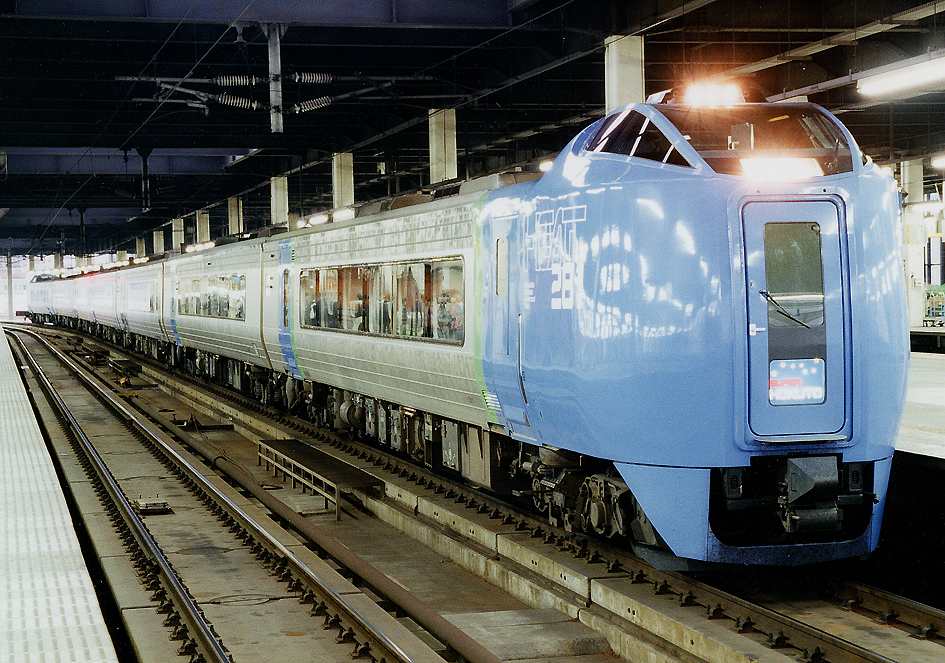
営業運転開始時（1994年 / 札幌駅）
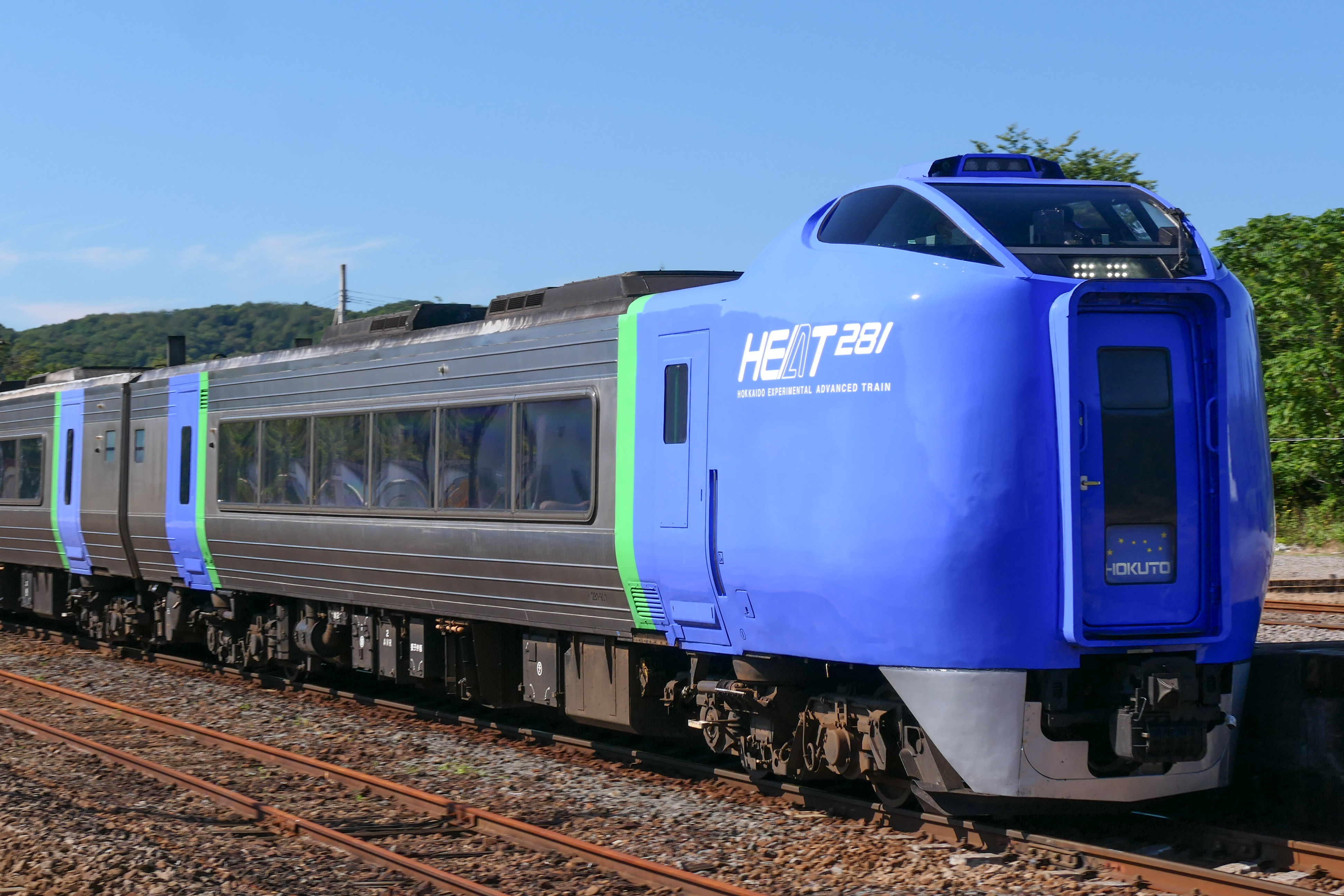
引退の際に「HEAT 281 」のロゴマークに変更されたキハ281-901（2022年9月）

### 走行機関
直列6気筒ディーゼルエンジンN-DMF11HZA形 (コマツ製のSA6D125H-1、355 ps/2,100 rpmと同型) を各車に2基装備し、液体変速機は変速1段・直結3段式のN-DW15形を使用している。推進軸の伸縮部は一般的なスプラインではなく、大きなトルクがかかっている時でもスムーズに車体の傾斜・復元が行えるボールベアリング式である。

### 台車
台車はヨーダンパ付ボルスタレス式のN-DT281A形で、制御付自然振子機構を装備し、重心を下げるため車輪径を810 mmに小径化している。駆動軸は各台車の中央寄り1軸で、付随台車の設定はない。振子機構は、キハ281形試作車では381系電車や2000系気動車で実績のある「コロ式」を用いたが、耐寒耐雪能力向上のため、後に製作されたキハ280形試作車ではJR四国8000系電車試作車に用いられた「曲線ベアリングガイド式」を採用し、この方式で量産された。振子作用時の車体最大傾斜角は 5度で、曲線通過速度は本則 + 30 km/hに向上した。

### ブレーキ装置
電気指令式空気ブレーキで、制動距離の短縮のために機関ブレーキ・排気ブレーキを併用している。基礎ブレーキ装置は両抱きの踏面ブレーキ方式で、制輪子はJR北海道苗穂工場製の特殊鋳鉄制輪子を使用しており、凍結した線路上でも最高速度から600 m以内での停止が可能である。

### 接客設備
内装は785系電車の様式を踏襲し、フリーストップ式のリクライニングシートを設置、車内客室出入口上部に3色LED式の車内案内表示装置が設置されている。グリーン車の座席は2+1列の3列シートで、重心のバランスをとるために車体中央で配列が逆転し、点対称になっている。座席の配色は、普通車がモケットは紫色（先頭車はコバルトブルー）で、肘掛はコバルトブルー。グリーン車がモケットは灰色で、肘掛は薄茶色。グリーン車ではラジオ放送・BGMを標準で装備し、普通車でも市販のFM放送が受信できるラジオで聞くことができた。
トイレは洋式であり、試作車で循環式と真空式の汚物処理装置の比較試験を行い、量産車では真空式とされた。暖房方式は機関排熱利用による温水式、冷房装置は機関直結式のN-AU281形を各車の屋根上に2台搭載している。
グリーン車（キロ280形）の車掌室は、ホテルのようなオープンカウンター式となっているのが特徴である。

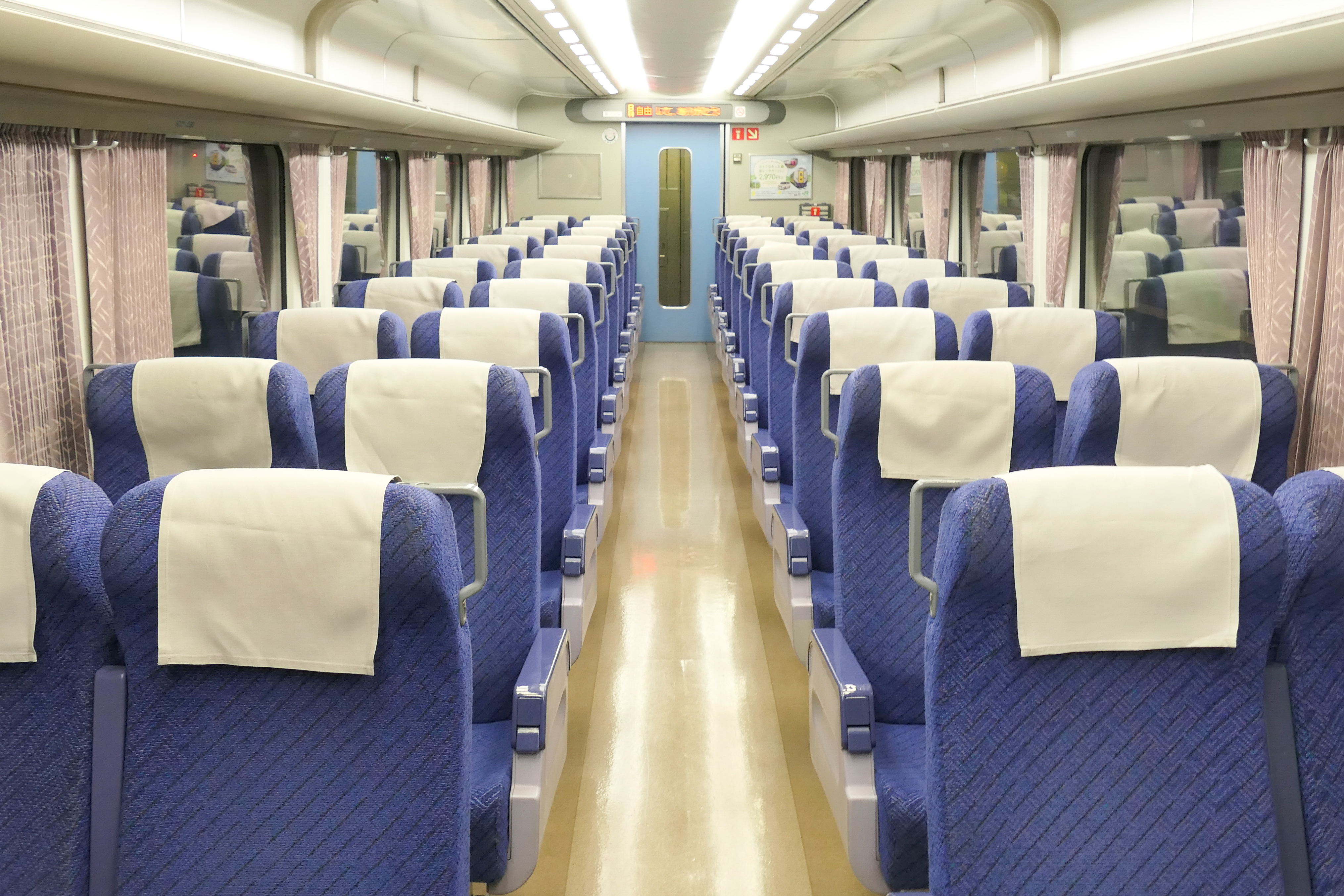
普通車内（キハ281-901）
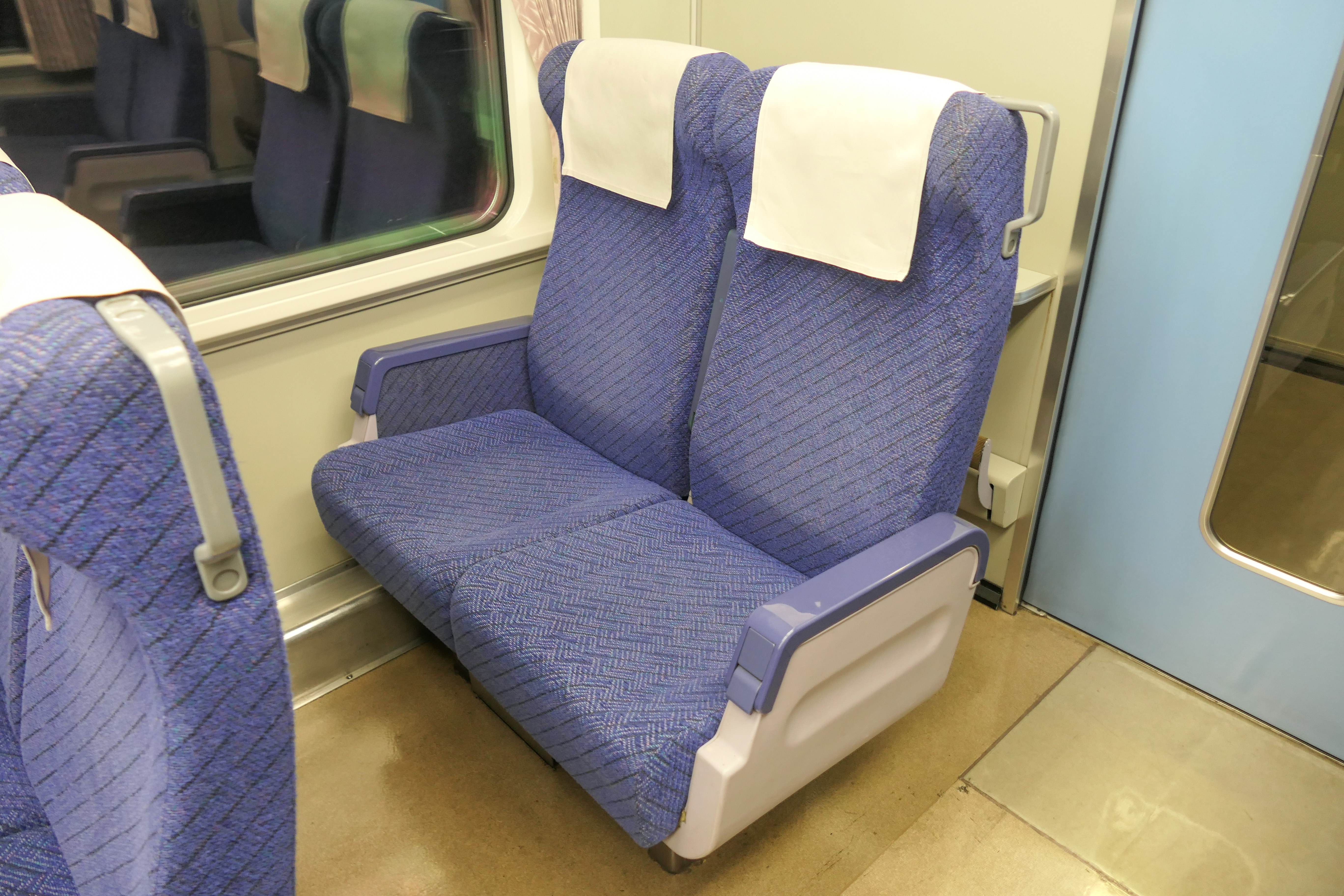
普通車リクライニングシート
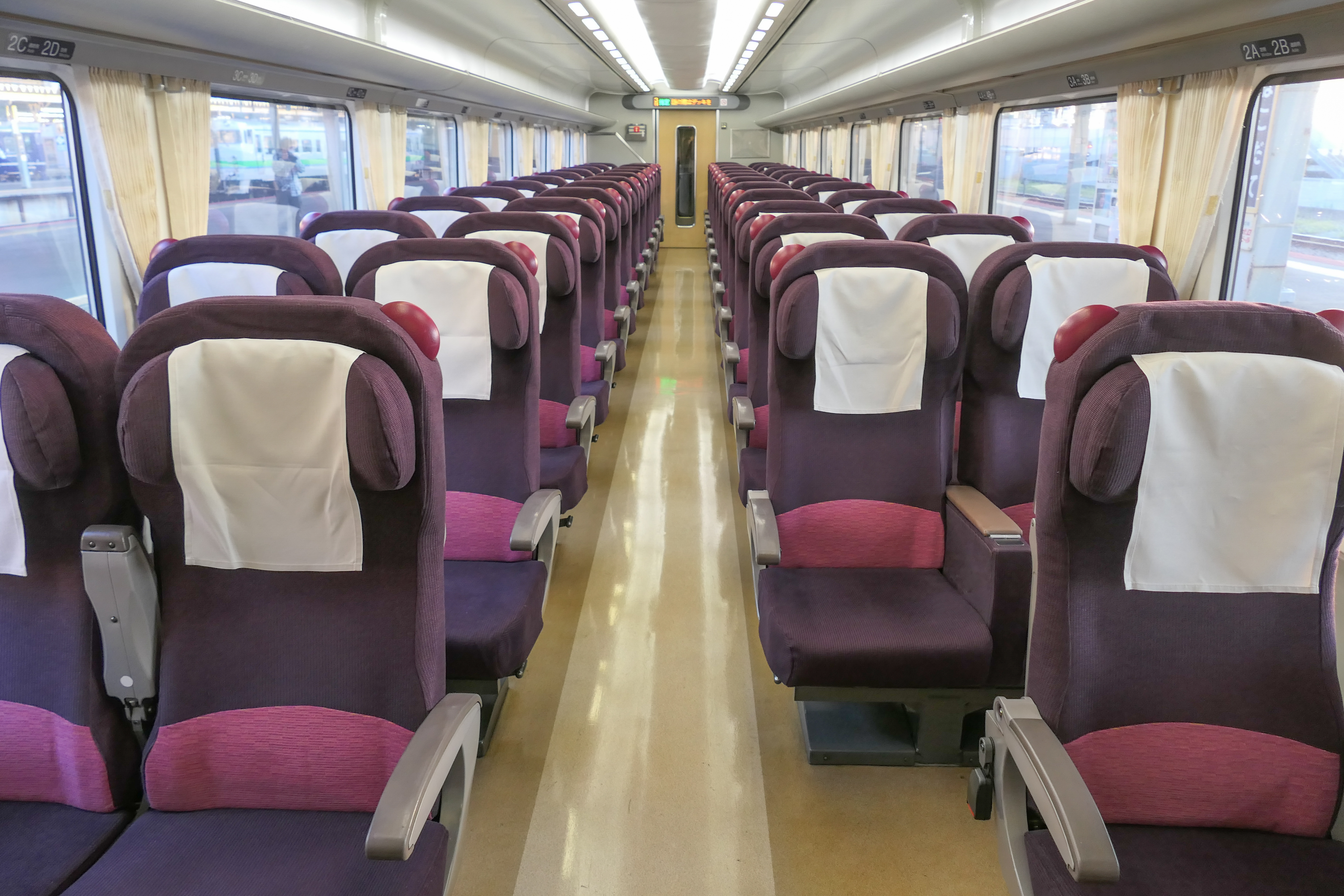
グレードアップされた普通車内。右側は車椅子対応席（キハ280-3）
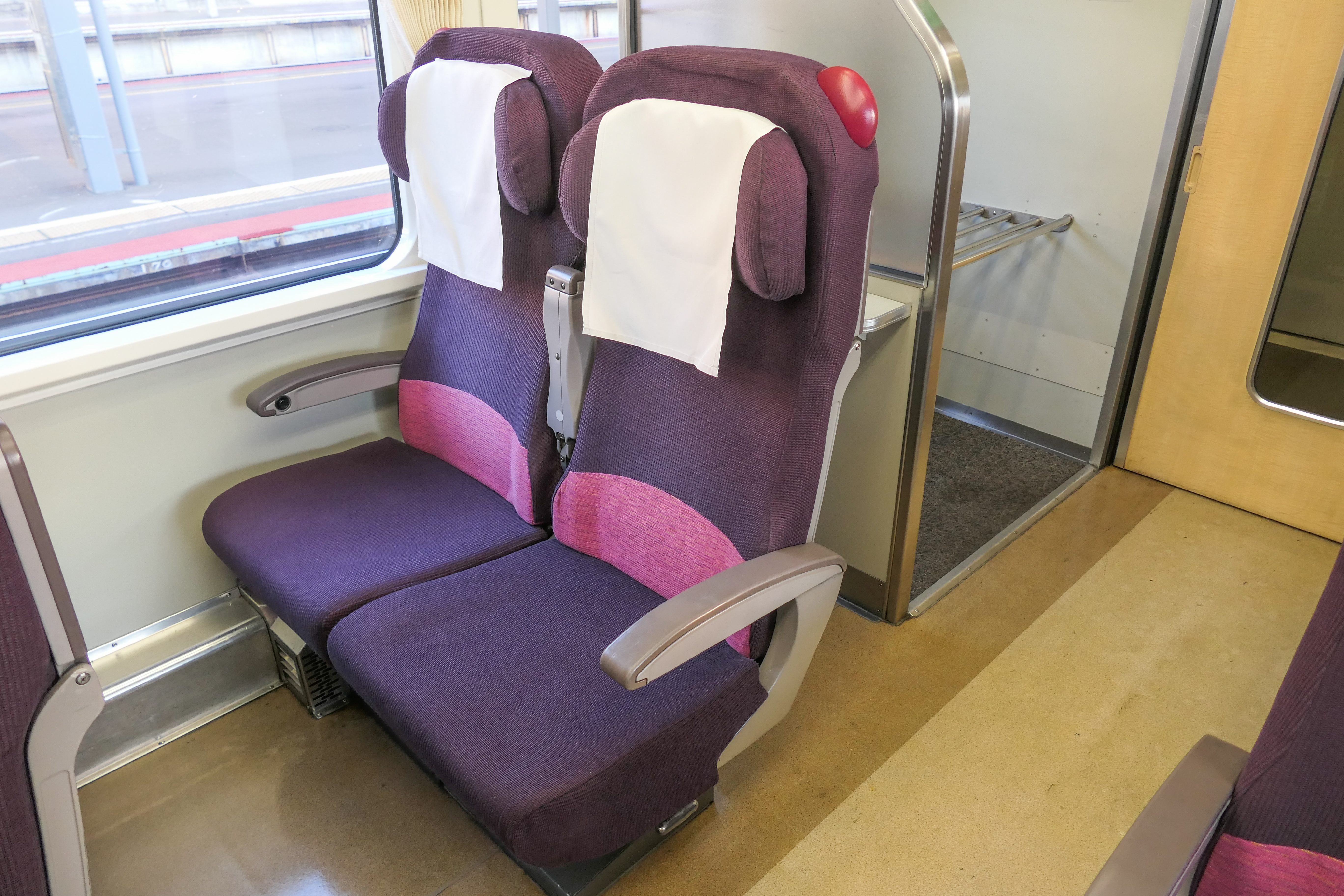
グレードアップされたリクライニングシート
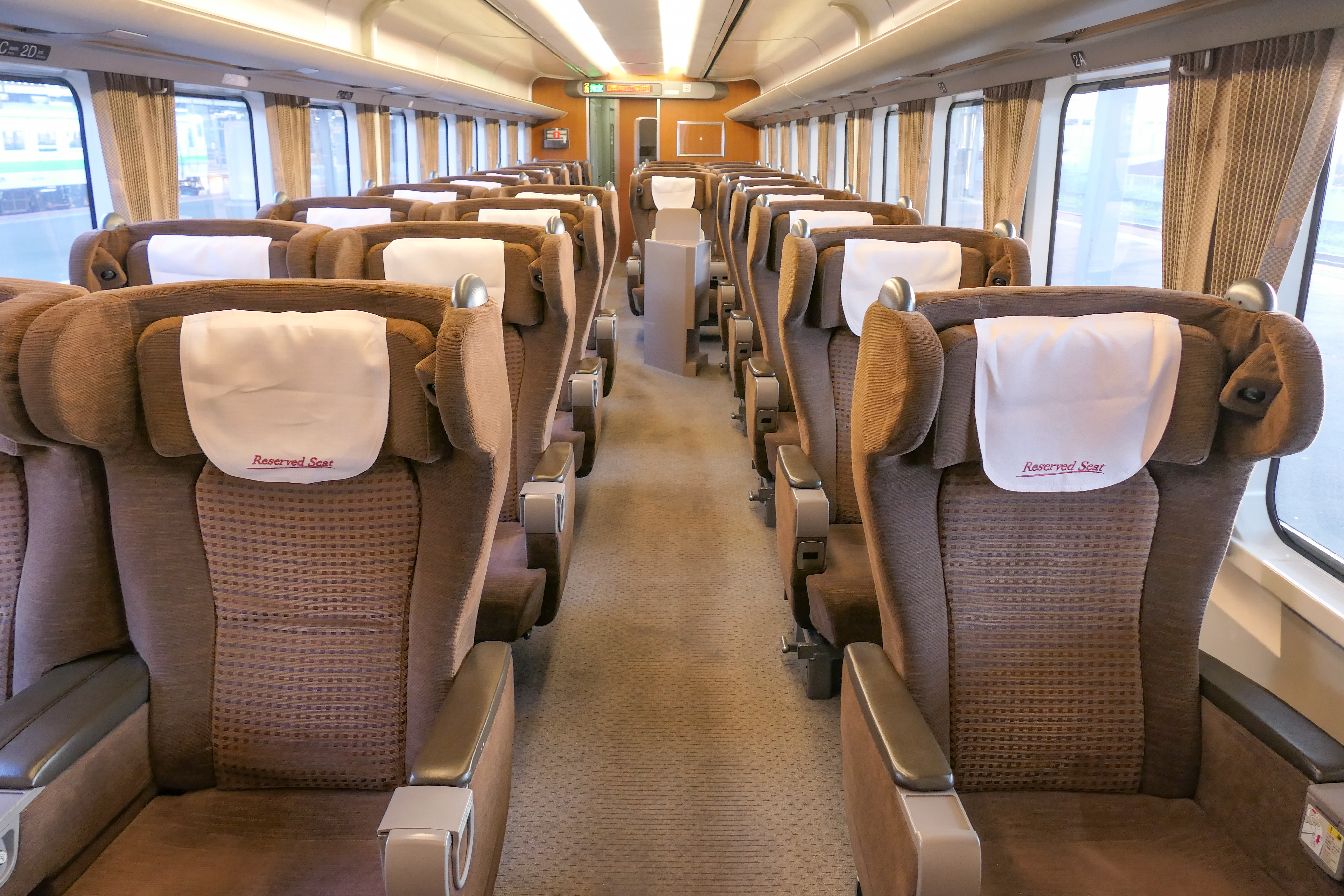
グリーン車内（キロ280-2）
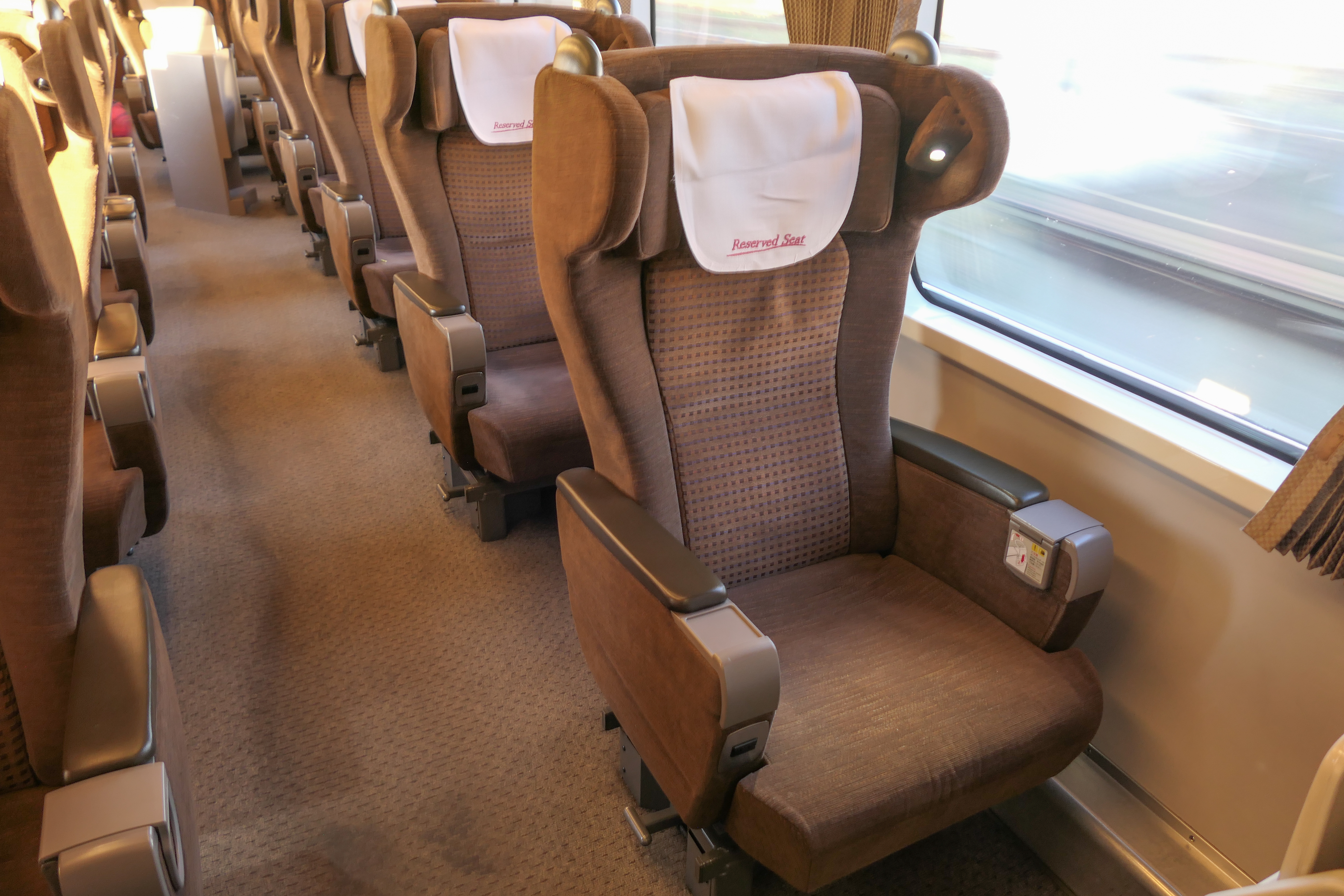
グリーン車リクライニングシート
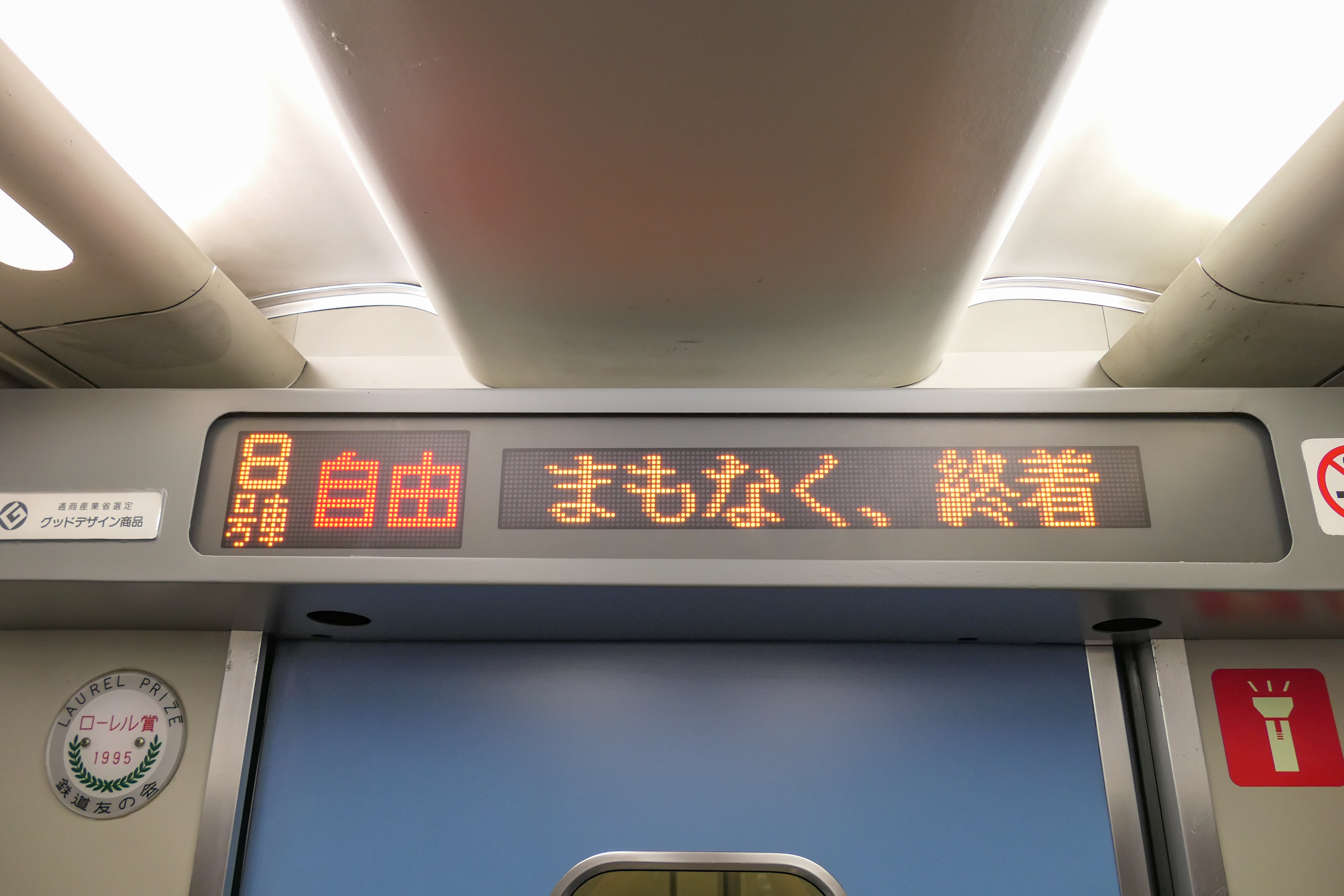
LED式の案内表示器（キハ281-901）
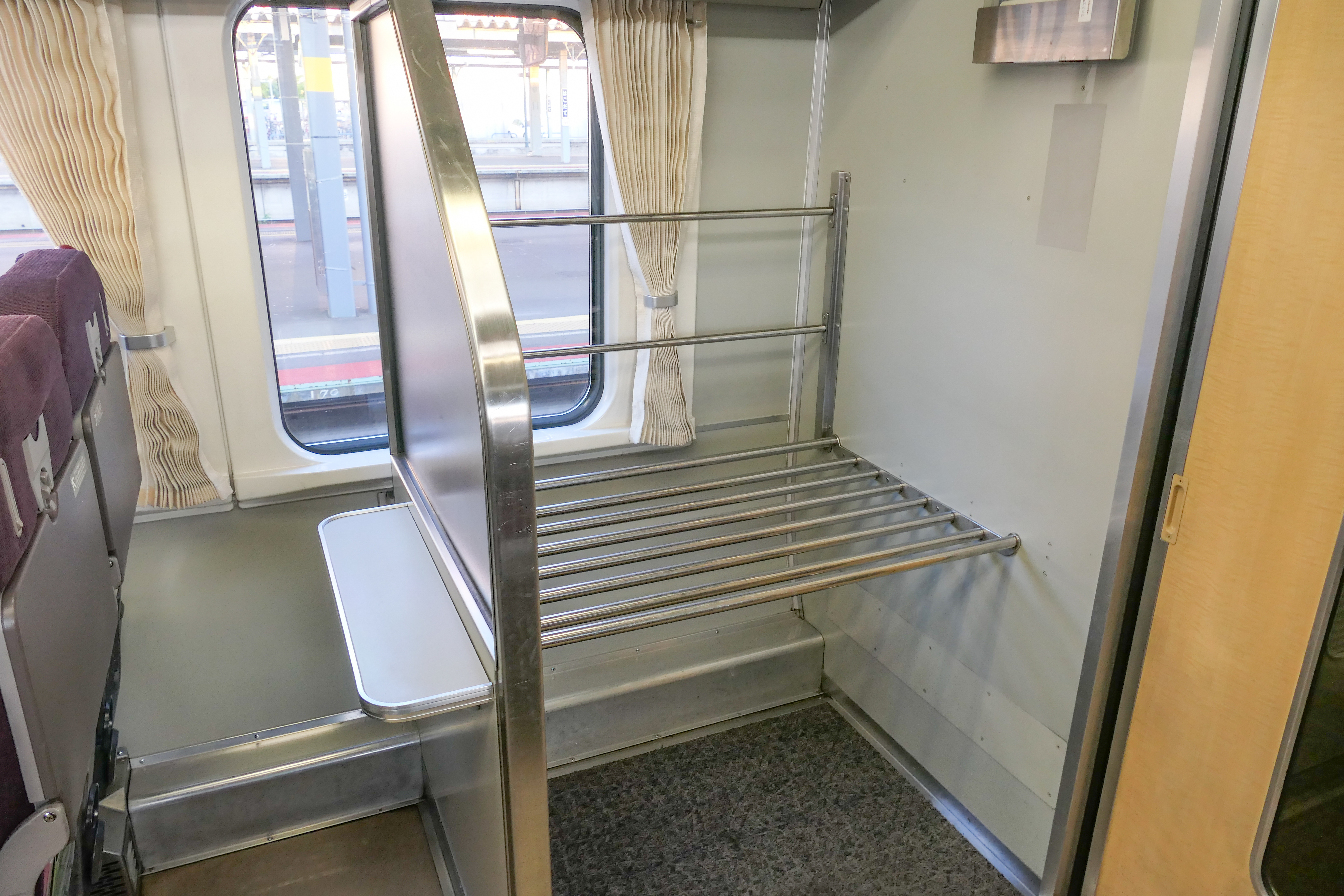
客室内の荷物棚
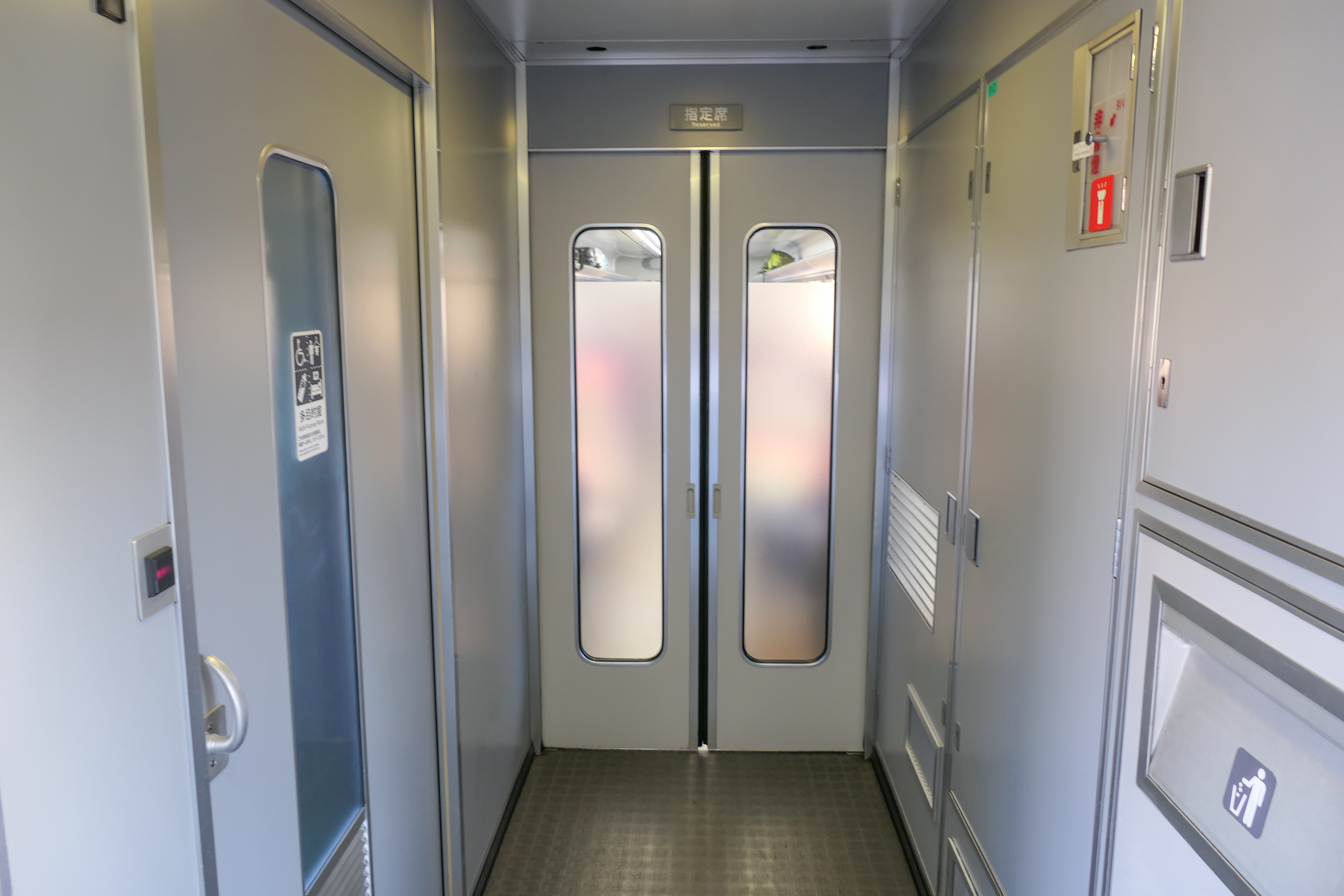
デッキ部の通路（キハ280-3）
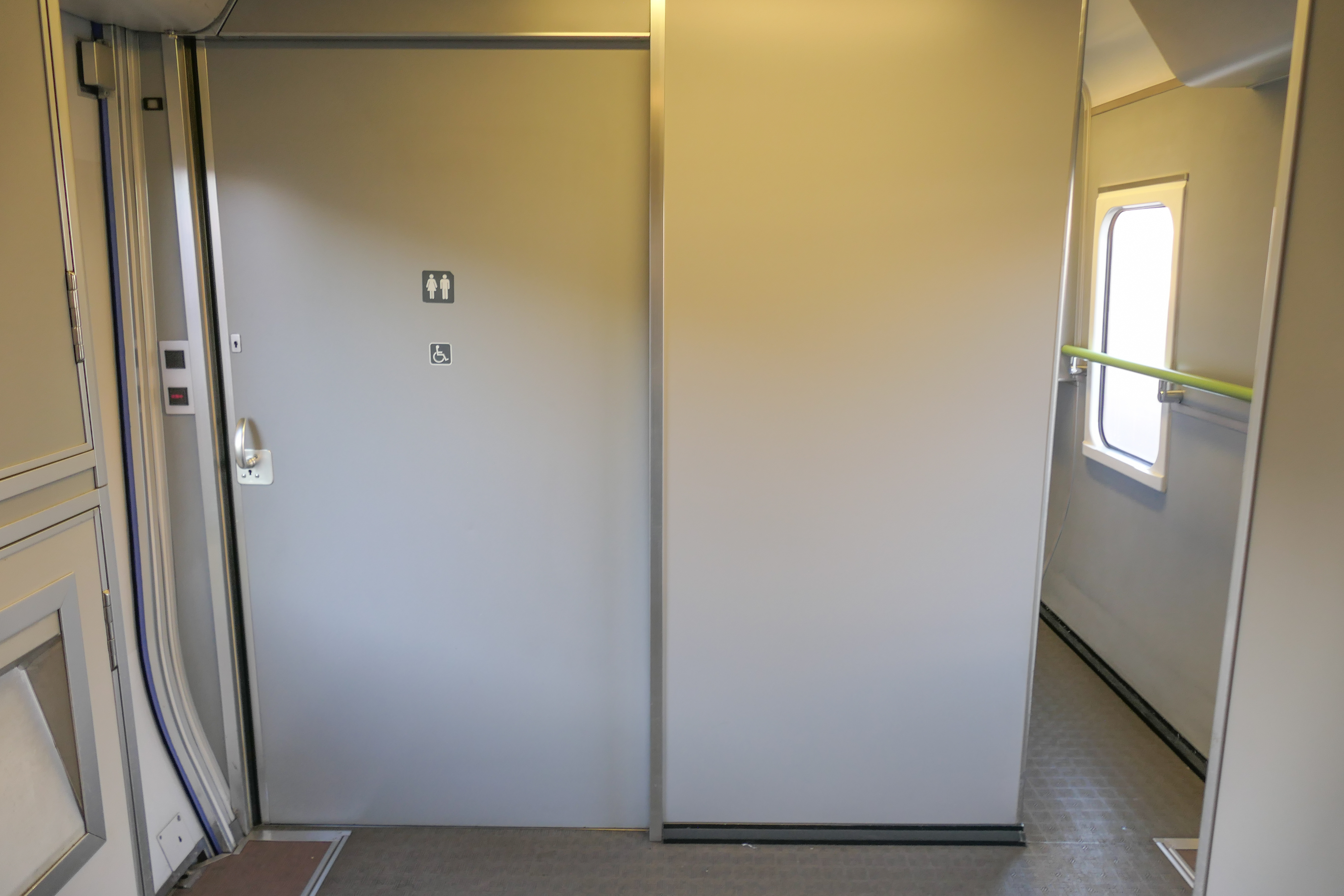
車椅子対応トイレ設置部（キハ280-3）
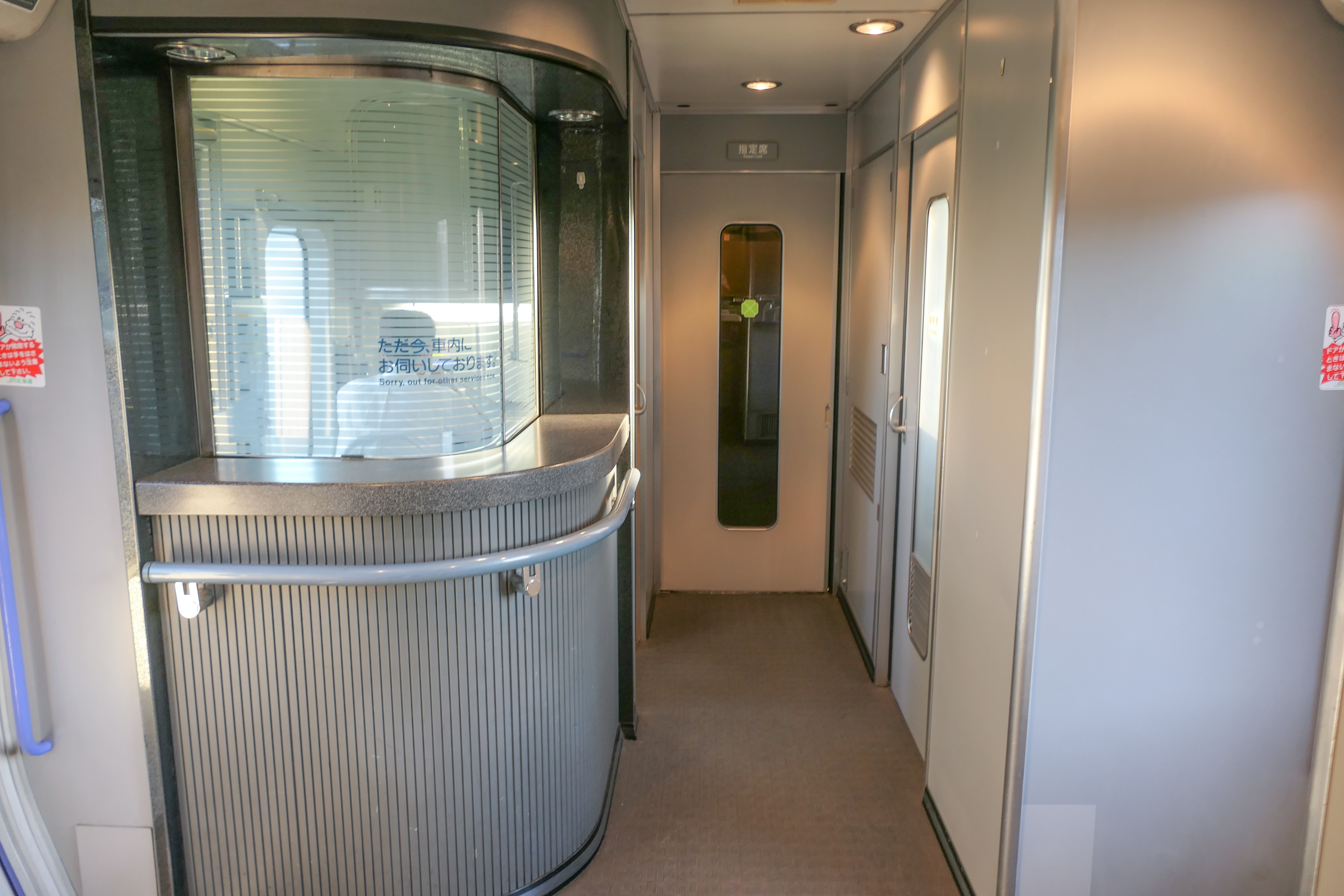
グリーン車の車掌室（キロ280-2）

### その他設備
自動放送装置をJR北海道の車両では初めて装備し、車内放送のメロディにはJR北海道のオリジナルチャイムを搭載し、自動案内放送・車掌放送・運転抑止などのパターンがある。これは以降のJR北海道特急形車両の多くに採用された。
2006年（平成18年）3月18日からは、自動放送チャイムに「アルプスの牧場」「ハイケンスのセレナーデ」「鉄道唱歌」が追加された。同時に車内案内表示装置で英文による案内を開始している。

## 形式別概説
キハ281形
運転台付の普通車である。客用扉は2か所に設置されている。
運転台横に設置される乗務員扉と客用扉は、通常は別々に設置されるものであるが、高運転台化後の座席数確保のため兼用となっている。出発時、乗務員は後方からの安全確認が必要となる場合があるため、このドア窓はスライドが可能となっている。
900番台 (901, 902)
試作車。901は函館向き、902は札幌向きの先頭車である。自重は41.0 t。
先頭部貫通扉は小型の扉窓を設け、ワイパーは装備しない。一部のドアの色が異なる。新製時の台車は、コロ式の振子機構をもつ N-DT281形である。排障器（スカート）は新製当初ライトグレーであったが、すぐに車体同色に変更された。洋式トイレと男子用トイレがある。営業運転では2両とも札幌向き自由席車両となっている。定員48名。
0番台 (1 - 6)
試作車とほぼ同じ仕様で製造された量産車。自重は43.2 t。1, 3, 5は函館向き、2, 4, 6は札幌向きの先頭車である。正面貫通扉窓が大型化され、ワイパーが追設された。座席の手摺の形と、男子用トイレの形状に試作車との違いがみられる。台車は振子機構を曲線ベアリングガイド式とした N-DT281A形に変更された。現在、1は自由席車両として札幌向き固定である。
キハ280形
編成の中間に組成される、運転台のない普通車である。客用扉は片側1か所である。
900番台 (901)
試作車。トイレ・洗面所はない。荷物置き場がある。定員60名。自重は41.1 t。座席肘掛け部分は黒色で、手すりの形も量産車とは異なる。
新製時の台車は、基礎ブレーキ装置を輪心ディスクブレーキとしたN-DT280形である。
100番台 (101 - 110)
900番台（試作車）とほぼ同じ仕様で製造された量産中間車。定員60名。自重は40.6 t。トイレ・洗面所はない。台車は振子機構を曲線ベアリングガイド式としたN-DT281A形に変更された。
0番台 (1 - 4)
車椅子対応の車両で、札幌側に車椅子対応の座席とトイレがある。男子用トイレ・多目的室がある。定員51名。自重は41.7 t。台車・駆動系の仕様は100番台と同一である。かつてはテレホンカード式公衆電話が設置されていたが、2006年3月18日のダイヤ改正後に撤去され、業務用スペースとなっている。
キロ280形 (1 - 4)
運転台のないグリーン車。座席数は26席で、配置は横1 + 2列、中央で配置が逆転する。自重は43.0 t。
各座席にはラジオ放送・BGMのオーディオパネルを装備する。車内販売準備室、車掌室、男子用トイレと洋式トイレがある。台車・駆動系の仕様はキハ280形量産車と同一である。かつては、喫煙コーナー、テレホンカード式公衆電話が設置されていたが、のちに撤去されている。
キロ280-1 のみ出入り口付近に車両製造所プレートがあり、グリーン車マーク表記が異なるなどの差異がある。

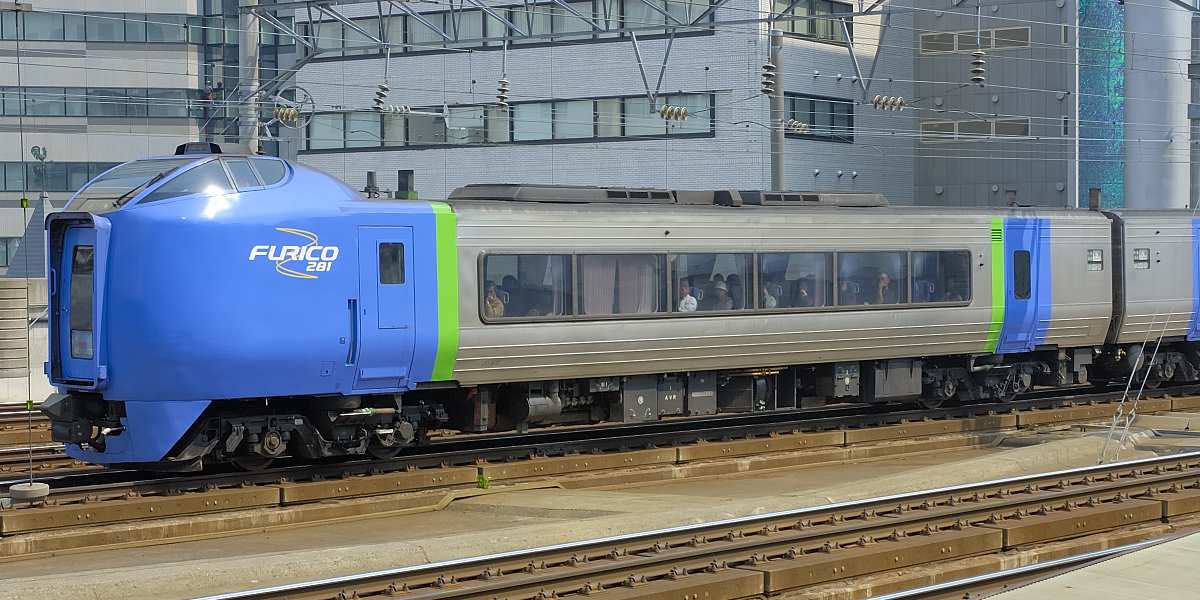
キハ281形 900番台 （2008年4月26日 / 札幌駅）
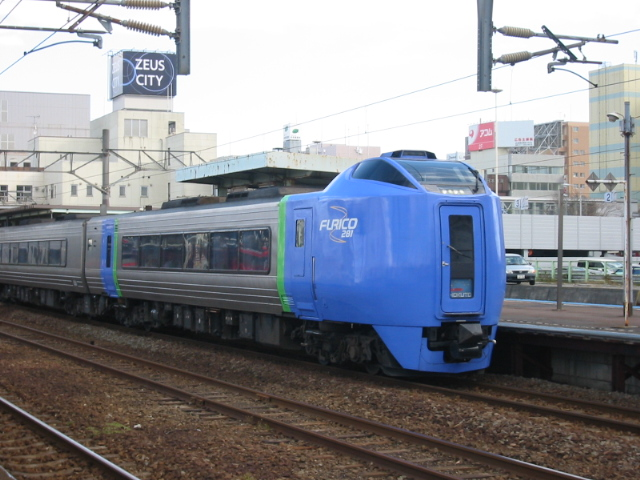
キハ281形 0番台 （2007年10月3日 / 苫小牧駅）
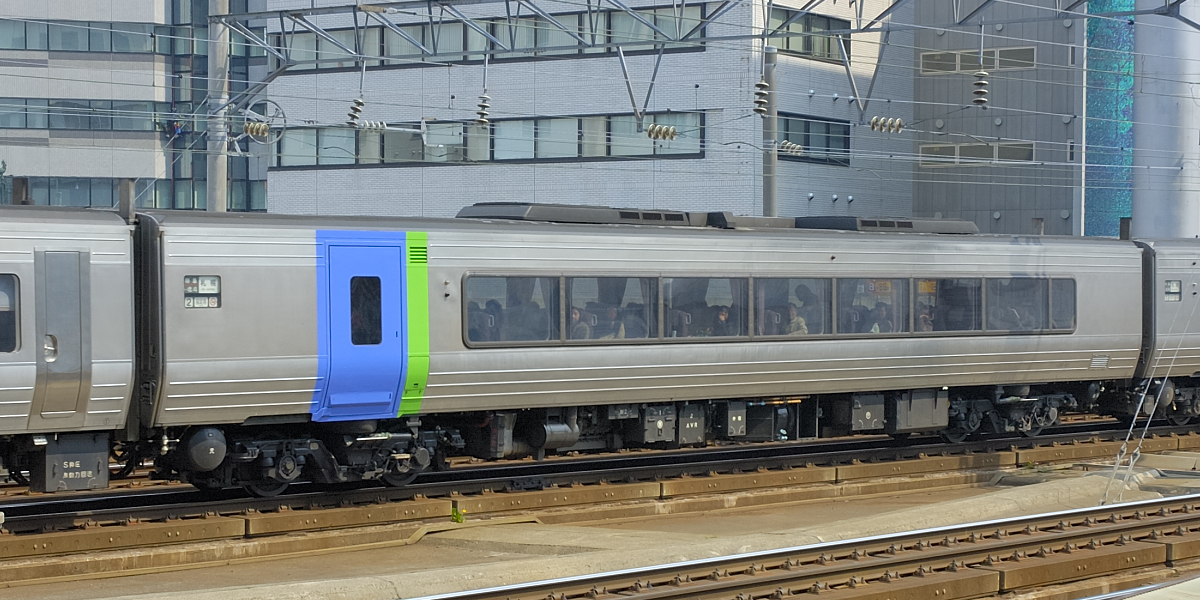
キハ280形 900番台 （2008年4月26日 / 札幌駅）
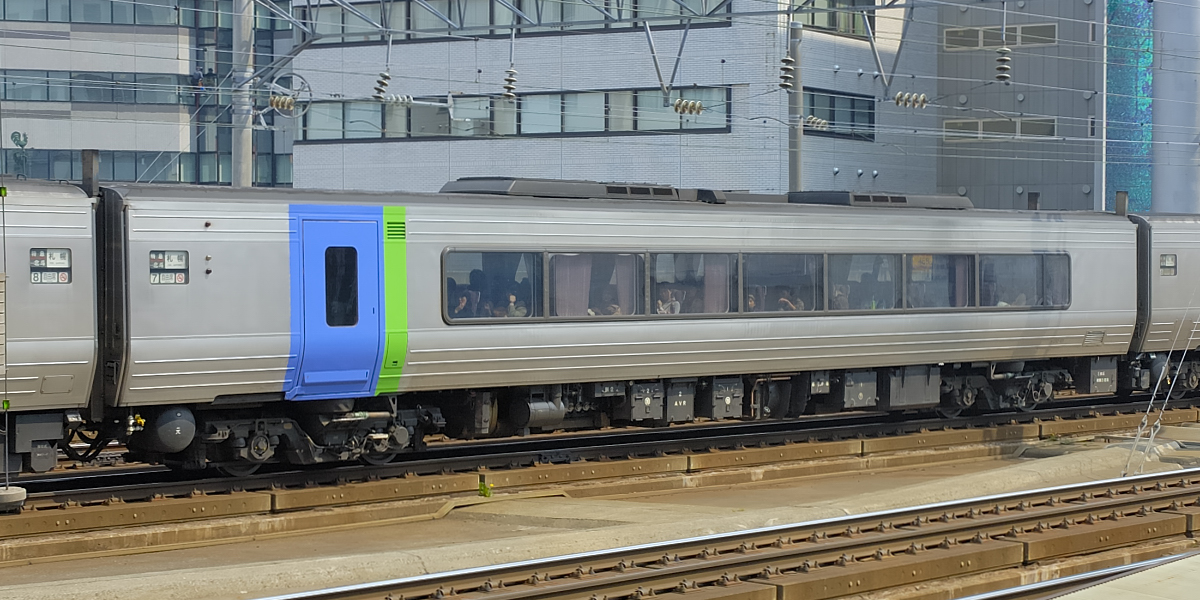
キハ280形 100番台 （2008年4月26日 / 札幌駅）
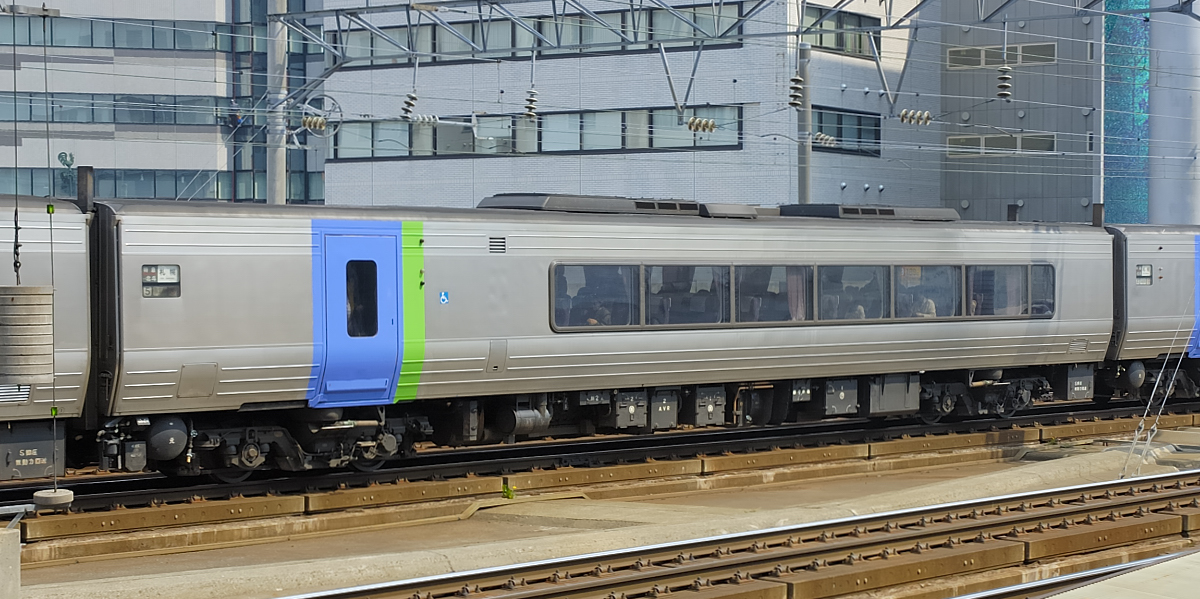
キハ280形 0番台 （2008年4月26日 / 札幌駅）
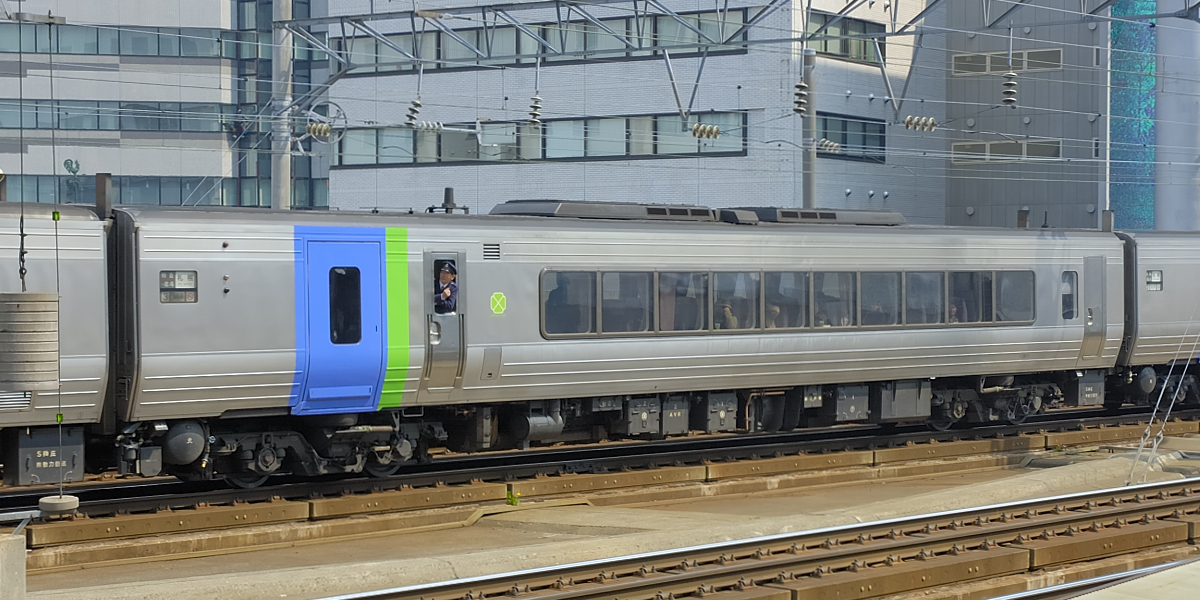
キロ280形 （2008年4月26日 / 札幌駅）

## 改造
側窓保護改造
酷寒地での高速運転により、車体に付着した氷塊が走行中に落下し、跳ね上げたバラストが側窓を破損する事例が多発した。これを防止するため、2001年（平成13年）から全車の側窓外側にポリカーボネート製の透明保護カバーを追設する改造を行った。
ラッピング広告
2004年（平成16年）のNHK大河ドラマ『新選組!』放映に合わせ、同番組関連のラッピングが試作車2両を含む一部車両に施工された。同番組の放映終了後にラッピングは撤去されている。
重要部品取替工事
2005年（平成17年）から全車に実施された。主な変更点は車内案内表示装置の改造、側面行先表示器・正面愛称表示器の汚れ落し、再塗装などで、普通車の座席モケットが従来の紫から青に変更された車両もある。先頭車は前照灯のうち下部2灯をHID灯に交換した。試作車ではトイレ設備の更新も行っている。
同工事では走行機器についても整備交換がなされ、機関は排出ガス対策を施したN-DMF11HZD (355 ps/2,100 rpm) に換装された。試作車特有の装備は、先頭車のコロ式振子装置付台車・中間車のディスクブレーキ式台車について、量産車のものに小改良を施したN-DT281B形台車に交換するなど、量産車との仕様統一がなされている。
グレードアップ指定席
2008年（平成20年）7月から、キハ183系とともに普通車指定席の座席改装が開始された。これは、2006年12月17日からキハ283系が行っているものと同様、座席幅の拡大・背もたれ枕の設置・快速「エアポート」などに設定されている「uシート」と同様なチケットホルダーなどの設備を導入し、居住性の向上を図るものである。
- キハ281形 (2 - 6)
- キハ280形 (1 - 4, 103 - 110)

グリーン車リニューアル
また、2011年（平成23年）10月から2013年（平成25年）3月にかけて、キハ183系、キハ283系とともにグリーン車の座席改装も実施された。
- キロ280形 (1 - 4)

なお、引き続き先頭車の愛称表示器は幕式である。
前照灯LED化改造
2018年から2019年初旬にかけて、900番台から順次、先頭車の運転台下の前照灯2灯を、2005年の重要部品取替工事以降使用されてきたHID灯からLED灯へと変更されている。

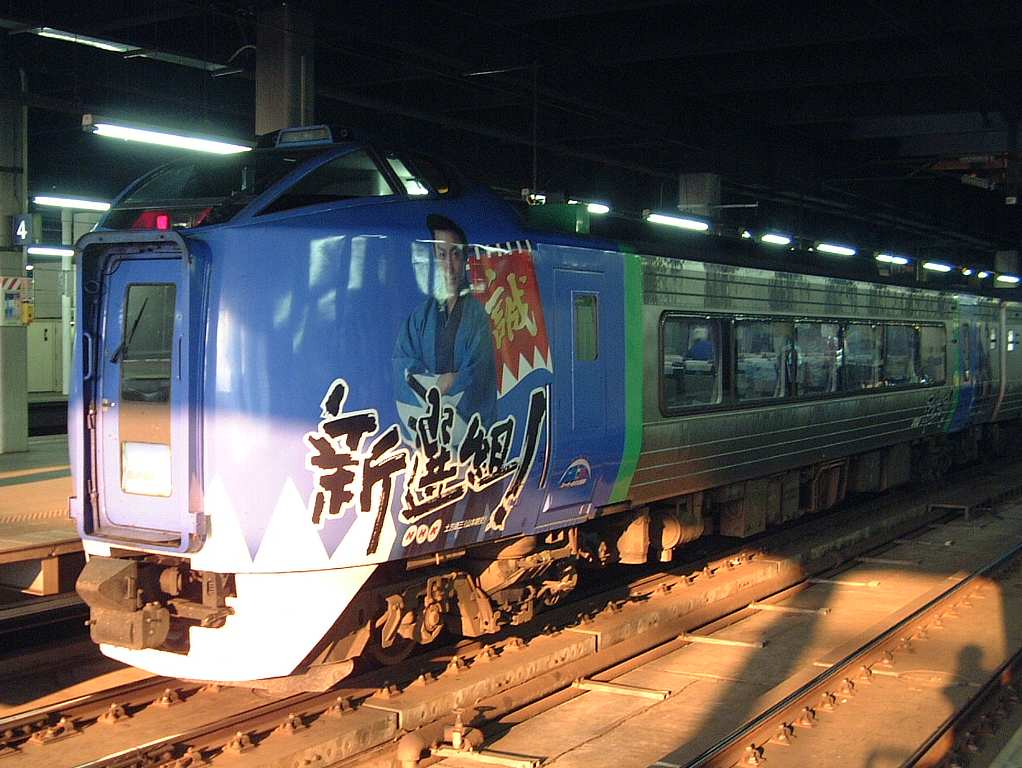
キハ281形『新選組!』ラッピング車 （2004年10月17日 / 札幌駅）
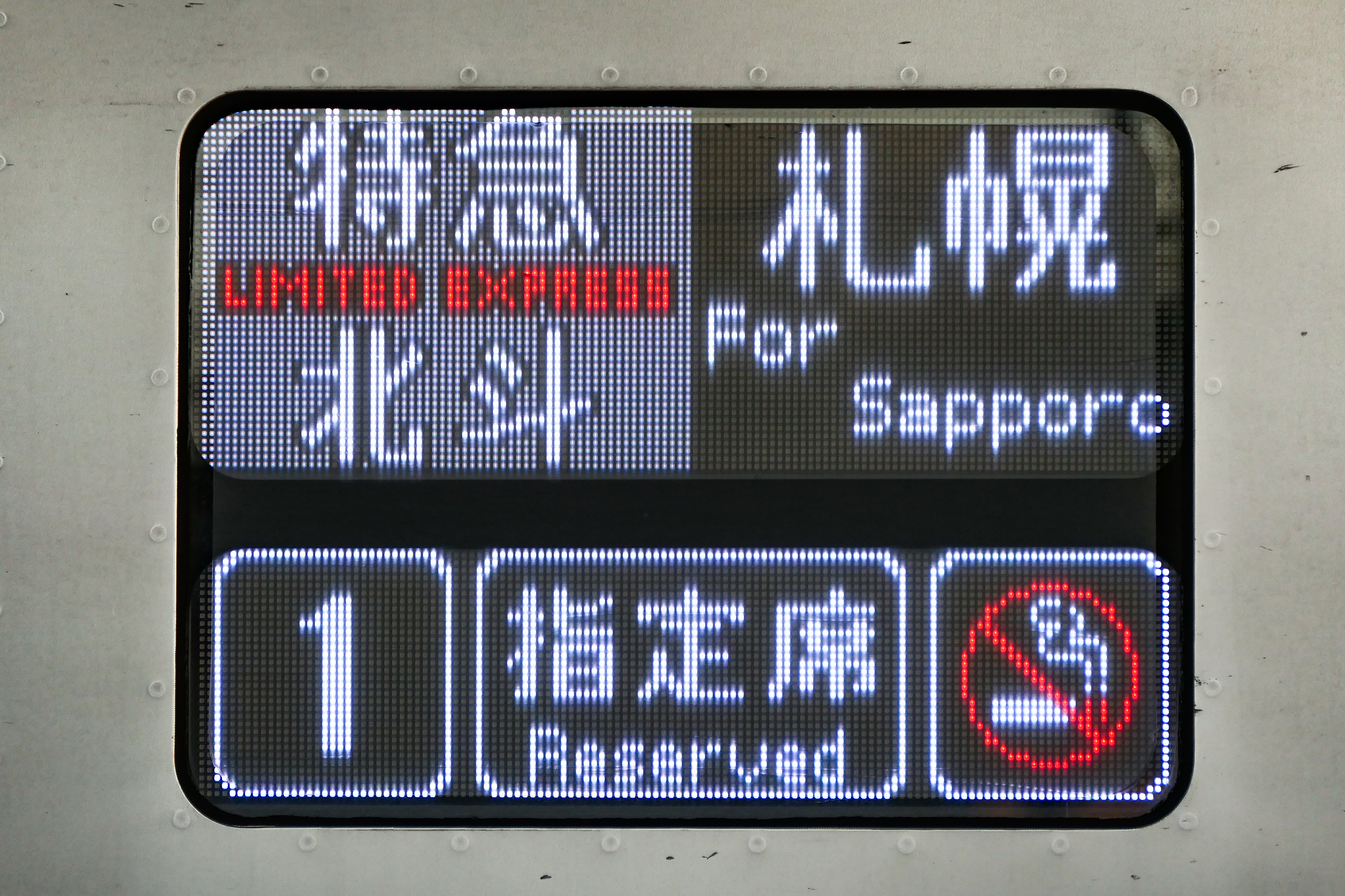
側面方向幕

## 運用の変遷
2023年（令和5年）4月1日現在、定期運行は終了しているが、15両が函館運輸所に所属している。
2021年度ダイヤ改正（2021年3月12日）まで、7両編成を基本とした2本が組成されて運用されていた。
元来キハ283系と営業最高速度が共通であったため、多客時や本系列の検査時などで本系列とキハ283系との混結が実施されていた。2013年11月のダイヤ改正から実施されている減速ダイヤでは、本系列の場合は120km/hに対し、キハ283系は10km/h遅い110km/hと最高時速に差が生じたため、これ以降は混結は実施されなくなった。なお、混結時における振子作用時の車体最大傾斜角は、本系列に合わせた5度であった。
|      | ← 函館札幌 → |                  |         |                  |            |                  |         |
| 号車 | 1            | 2                | 3       | 4                | 5          | 6                | 7       |
| 形式 | キハ281      | キハ280 -100/900 | キロ280 | キハ280 -100/900 | キハ280 -0 | キハ280 -100/900 | キハ281 |

新型コロナウイルスの影響
2020年3月23日より、新型コロナウイルスによる需要低下から、第一段階の減車として自由席が1両減り6両編成となった。
|      | ← 函館札幌 → |                  |         |                  |            |         |
| 号車 | 1            | 2                | 3       | 4                | 5          | 6       |
| 形式 | キハ281      | キハ280 -100/900 | キロ280 | キハ280 -100/900 | キハ280 -0 | キハ281 |

その後、2020年4月6日より、新型コロナウイルスによる需要低下から、第二段階の減車として指定席が1両減り5両編成となった。4・5両目を自由席に変更した。4両目の車椅子対応席が自由席となったため、使用者には車掌による誘導が行われた。
|      | ← 函館札幌 → |                  |         |           |         |
| 号車 | 1            | 2                | 3       | 4         | 5       |
| 形式 | キハ281      | キハ280 -100/900 | キロ280 | キハ280-0 | キハ281 |

定期運用終了まで
2021年3月13日に行われたダイヤ改正では、新型コロナウイルスの影響と、アフターコロナにおいての利用回復が見込めないことから指定席2両減の5両編成に減車された。グリーン車の位置は3号車から2号車に変更。また、北斗5号と北斗14号においては、閑散期に曜日によって運休に（4・10・11月の水・木運休、年間30日程度）になった。この2列車の列車番号は季節臨の6000番台+号数となっている。
|      | ← 函館札幌 → |         |            |                  |         |
| 号車 | 1            | 2       | 3          | 4                | 5       |
| 形式 | キハ281      | キロ280 | キハ280 -0 | キハ280 -100/900 | キハ281 |

- 2022年3月12日現在の運用列車
  - 特急「北斗」（函館 - 札幌 間、定期1日2往復、臨時1日1往復）

- 過去の運用実績
  - 「ホームライナー」（手稲 → 札幌間）（2013年10月31日まで）
  - 特急「北斗17号」（函館 → 札幌間）（2013年7月8日 - 10月31日、2014年3月15日 - 7月31日）
    - 「北斗17号」については、2013年7月6日に発生した「北斗14号」出火事故の影響で運休した一部の「スーパー北斗」に運用予定だった本系列を用いて代走が行われた。

## 車歴表
特記ない限り、廃車や最終配置については、2023年（令和5年）4月1日時点の情報を示す。ただし、2023年（令和5年）度の廃車発生分については、同年度上半期時点の情報を基とした。
- 製造…日車：日本車輌製造、富士重：富士重工業
- 配置…札幌：札幌運転所、函館輸：函館運輸所本所[注 10]

## 改造歴
- 改造所…札幌：札幌運転所、苗穂：苗穂工場、函館転：函館運転所[注 10]、函館輸：函館運輸所本所[注 10]、五稜郭：五稜郭車両所

## 保存車両
試作車であるキハ281-901が、苗穂工場の敷地内で保存されている。また、この他にもJRイン千歳にある「キハ281系トレインルーム」(2023年10月から営業開始)に車両前面の扉や運転台などが設置された。
その他、札幌市の経専北海道観光専門学校に先頭車の運転台部分が設置された。中間車として現存する車両はない。